# ليفيتيراسيتام
ليفيتيراسيتام (بالإنجليزية: Levetiracetam)‏ هو دواء مضاد للاختلاجات يُستخدم لعلاج حالات الصرع. وهو يشبه في بنيته منشط الذهن المركب المعروف باسم بيراسيتام .
يتم تسويقه تجارياً تحت اسم كيبرا Keppra . ويتم تصنيعه من قبل شركة UCB Pharmaceuticals Inc . والمركب يُسوق تجارياً في الولايات المتحدة منذ نوفمبر 2008 .

## الاستعمالات السريرية
تمت الموافقة على استخدام المركب في الاتحاد الأوروبي كعلاج وحيد لحالات الصرع الجزئي، أو كعلاج مساعد للنوبات الجزئية، والرمعية والارتجاجية. كما انها تستخدم في الطب البيطري لأغراض مماثلة.
المركب له فوائد محتملة أيضاً في علاج الحالات النفسية والعصبية الأخرى مثل متلازمة توريت، التوحد، الاضطرابات ثنائية القطب والقلق، وكذلك مرض الزهايمر. آثاره الجانبية الأكثر خطورة هي السلوكية، وله من المخاطر صالح نسبة في هذه الظروف ليست مفهومة جيدا.
جنباً إلى جنب مع مضادات الاختلاج الأخرى مثل جابابنتين، كما تستخدم في بعض الأحيان لعلاج اعتلال الأعصاب المحيطية. ليس للمركب فوائد في علاج حالات الارتعاش (الرجفة) الأساسية المنشأ .

## آلية التأثير
آلية تأثير المركب في علاج حالات الصرع غير معروفة بشكلٍ دقيق، ومع ذلك فإن الدواء يرتبط بالمادة SV2A ويمنع قنوات الكالسيوم قبل المشبكي. ويعتقد أن هذا يؤدي إلى عرقلة التوصيل عبر نقاط الاشتباك العصبي .

## الأشكال الصيدلانية
- حقيبة جاهزة للإعطاء فيها حقن بالتراكيز التالي : 500ملغ/100مل, 1000ملغ/100مل, 1500ملغ/100مل .
- حبوب عيار 250 ملغ .
- حبوب عيار 500 ملغ .
- حبوب عيار 750 ملغ .
- حبوب عيار 1000 ملغ .

## وصلات خارجية
- الموافقة على استخدام عقار كيبرا لمعاجلة حالات الصرع